# Akemi Takada
Akemi Takada (高田明美 Takada Akemi) (Tokio, 31 de marzo de 1955) es una artista, ilustradora y diseñadora de personajes japonesa. Fue posiblemente la diseñadora de personajes de anime más conocida durante los años 80. Sus trabajos más populares fueron para las series de televisión Kagaku Ninja Tai Gatchaman II, Kagaku Ninja Tai Gatchaman Fighter, Tondemo Senshi Muteking, Urusei Yatsura, Mirai Keisatsu Urashiman, Maison Ikkoku y Kimagure Orange Road. También durante los 80, fue miembro del grupo de artistas Headgear; de hecho, estuvo casada con otro de los miembros, Kazunori Itō.
Trabaja por libre con su propio estudio. Desde 2003, a sus actividades como dibujante ha añadido el diseño de joyas creando sus propias marcas: Diakosmos y Angel Mithos.